# Beaumont-du-Lac
Beaumont-du-Lac ist eine Gemeinde in Frankreich. Sie gehört zur Region Limoges, zum Département Haute-Vienne, zum Arrondissement Limoges und zum Kanton Eymoutiers. Sie grenzt im Nordwesten an Peyrat-le-Château, im Nordosten an Royère-de-Vassivière, im Südosten an Faux-la-Montagne, im Süden an Nedde und im Westen an Saint-Amand-le-Petit. Im Norden hat die Gemeindegemarkung einen Anteil am Lac de Vassivière, der vom Taurion durchflossen wird.

## Bevölkerungsentwicklung
| Jahr      | 1962 | 1968 | 1975 | 1982 | 1990 | 1999 | 2008 | 2013 |
| --------- | ---- | ---- | ---- | ---- | ---- | ---- | ---- | ---- |
| Einwohner | 218  | 179  | 156  | 149  | 129  | 132  | 159  | 162  |

## Sehenswürdigkeiten
- Kirche Saint-Pierre